# Marthakirche (Berlin-Kreuzberg)

Marthakirche bei ihrer Fertigstellung, 1904

Die Marthakirche ist eine evangelische Kirche des Kirchenkreises Berlin Stadtmitte im Berliner Ortsteil Kreuzberg. Sie wurde 1904 eingeweiht und steht unter Denkmalschutz.

## Geschichte
Die Gemeinde Emmaus-Süd, in deren Gebiet 1897 rund 30.000 Einwohner evangelischen Glaubens lebten, entstand gegen Ende des 19. Jahrhunderts nach Dreiteilung der stark gewachsenen Emmausgemeinde, zu der im gleichen Jahr etwa 100.000 Gemeindeglieder gezählt wurden. Zunächst hatte der Berliner Stadtsynodalverband 1899 ein Grundstück für ein eigenes Kirchengebäude der neuen Gemeinde in der Glogauer Straße 22 gekauft, das neben einem Kirchenbau auch ein Pfarr- und Gemeindehaus tragen sollte.

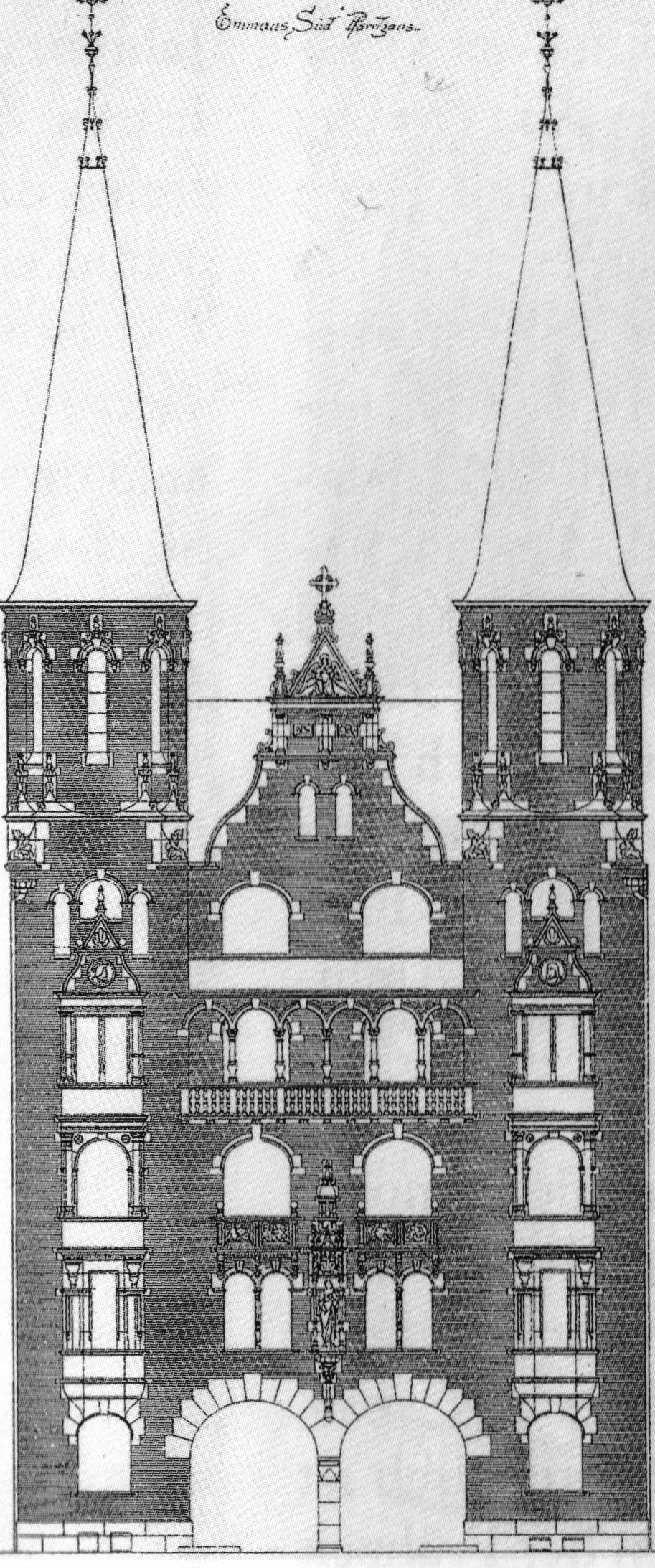
Entwurf von 1904 für das Pfarrhaus

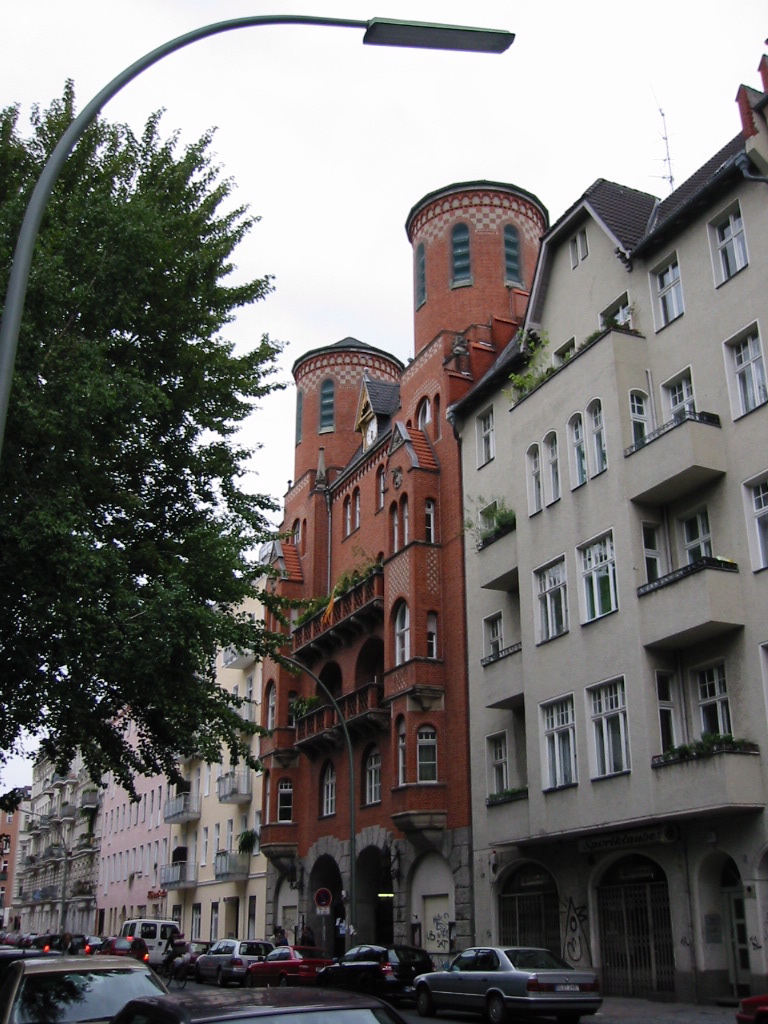
Pfarrhaus mit Türmen

Im Jahr 1902 konnte der Magistrat von Berlin verpflichtet werden, gemäß der Brandenburgischen Konsistorialordnung von 1573 die Kosten für den Bau der Kirche zu übernehmen, sodass unverzüglich mit der Ausführung begonnen werden konnte. Vorläufig wurde darauf verzichtet, die Kosten für die Türme zu fordern, die zwar auf dem später gebauten Pfarrhaus errichtet werden sollten, aber doch zur Kirche gehörten. Zur Grundsteinlegung des Kirchengebäudes wurde der Gemeinde der Name Marthagemeinde verliehen, die Kirche erhielt damit den kirchenamtlichen Namen Marthakirche. Der Name nimmt Bezug auf Martha von Bethanien. Die neue Kirche entstand „unter dem Schutze der Kaiserin“ Auguste Viktoria, die für ihr starkes Engagement im evangelischen Kirchenbau im Volksmund den Namen „Kirchen-Juste“ trug.
Die Entwürfe für die Kirche stellten die Architekten Georg Dinklage und Ernst Paulus auf, ebenso für das im Anschluss zu errichtende Pfarrhaus. Vom Gebäudeensemble wurde zunächst die im Hintergrund des Grundstücks platzierte Kirche von 1902 bis 1904 in kombinierter Backstein-Werkstein-Bauweise im Stil der deutschen Renaissance errichtet. Am 29. Mai 1904 wurde die Kirche im Beisein des preußischen Kronprinzen eingeweiht. Von 1909 bis 1911 entstand das straßenseitige Pfarrhaus mit den dominierenden beiden Türmen, in denen drei Gussstahlglocken hängen, gegossen 1910 vom Bochumer Verein.
| Glocke | Schlagton | Gewicht (kg) | Durchmesser (cm) | Höhe (cm) | Inschrift                                          |
| ------ | --------- | ------------ | ---------------- | --------- | -------------------------------------------------- |
| 1.     | c'        | 1900         | 167              | 150       | DAS HERRLICHE BEKENNTNIS. JOH. 11,27               |
| 2.     | e'        | 1080         | 139              | 122       | DIE ERSTE VERSUCHUNG. LK. 10,42                    |
| 3.     | g'        | 0703         | 117              | 104       | ICH BIN DIE AUFERSTEHUNG UND DAS LEBEN. JOH. 11,27 |

Die Orgel wurde von der Firma E. F. Walcker & Cie. 1904 geliefert und besaß drei Manuale, Pedal und 41 Register.
Das geplante Gemeindehaus (siehe: Grundriss des Gebäudeensembles) wurde nie gebaut.

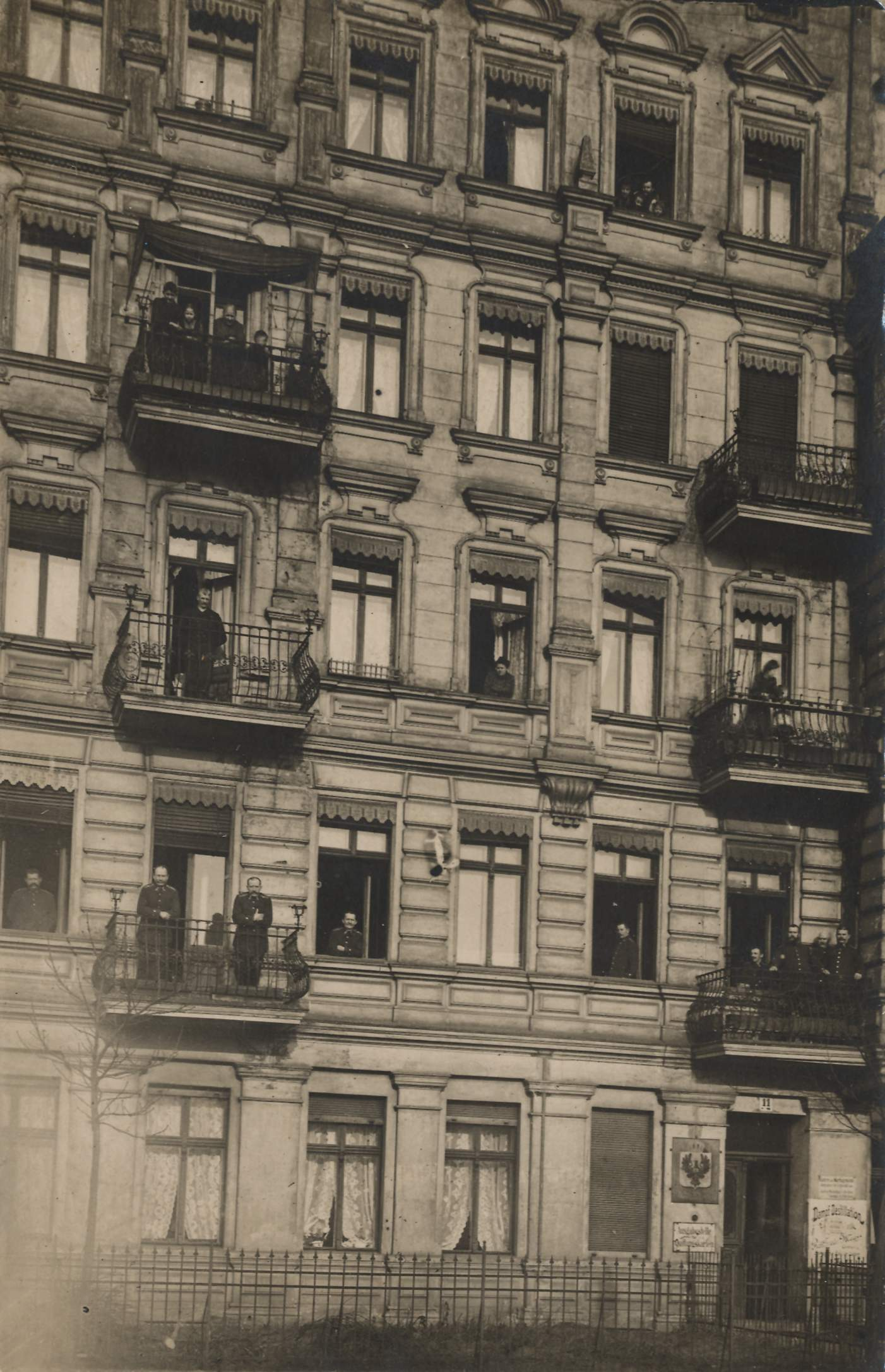
Küsterei der Marthakirche, um 1902

Solange das Pfarrhaus noch nicht errichtet war, mussten für die Gemeindearbeit Räume möglichst in der Nähe genutzt werden, die sich auch, wie beispielsweise für die Küsterei, in Wohnhäusern befanden.
In den letzten Monaten des Zweiten Weltkriegs wurden die Gebäude schwer beschädigt. Die Beseitigung der Kriegsschäden führte zu einem vereinfachten Wiederaufbau. Die Kegeldächer der drei Türme sind heute niedriger als ursprünglich. 1963 lieferte Karl Schuke eine neue Orgel mit zwei Manualen, Pedal und 27 Registern.
Um dringend benötigte Gemeinderäume zu schaffen, erfolgte in den 1970er Jahren ein gründlicher Umbau der Kirche, geplant und ausgeführt von den Architekten Werner Harting und Gerhard Strauchmann. Das Kirchenschiff wurde horizontal in Höhe der Emporen geteilt. So entstanden im unteren Bereich Räume für die Kinder- und Jugendarbeit. Der darüberliegende Kirchraum, nun in einer Ebene mit den früheren Emporen, wurde neu gestaltet.

## Gebäude

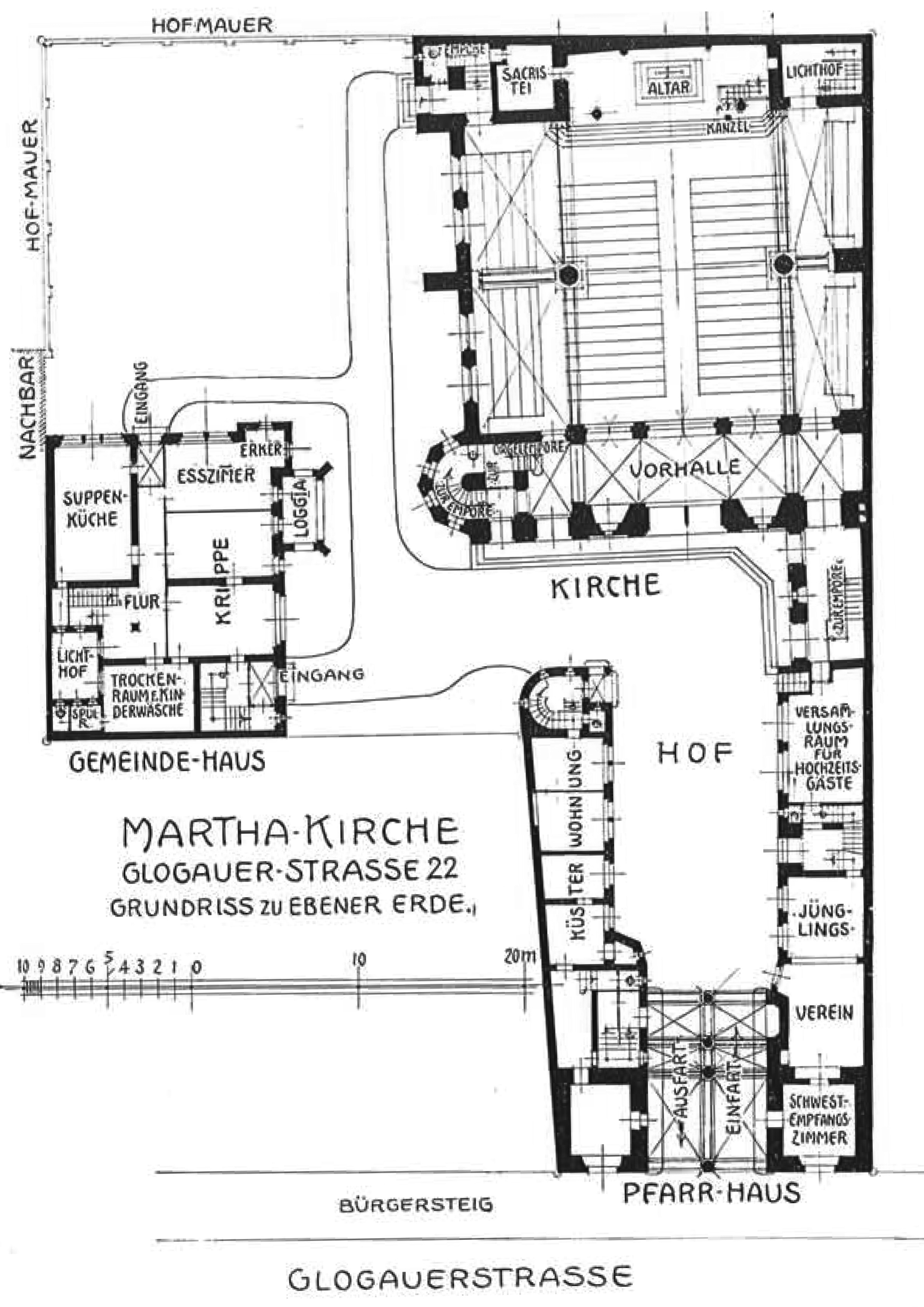
Grundriss des Gebäudeensembles

Aufgrund der ungewöhnlichen Form des Grundstücks, das nur 19 Meter Straßenfront besitzt, ist die Kirche von der Straße aus kaum wahrnehmbar. Das hatten die Ersterbauer bereits berücksichtigt und deshalb die Kirchtürme auf dem an der Straße stehenden Pfarrhaus platziert. Zwei Seitenflügel für Gemeinderäume begrenzen links und rechts einen Hof, über den die Kirche erreicht wird. Die dreischiffige Kirche, deren Süd- und Ostseite unmittelbar an die Nachbargrundstücke stößt, erhält ihr Licht nur von der Nord- und Westseite, sowie von oben durch zwei Oberlichtfenster. Der Turm an der Nordwestecke der Kirche enthält das Treppenhaus zur nördlichen Seitenempore und zur Orgelempore. Das Treppenhaus im Südwesten führt zur südlichen Seitenempore. Die nach Westen gelegene Vorderfront hat, Turm und Treppenhaus eingeschlossen, fünf Eingänge, zwei davon bilden das Hauptportal, das zunächst in eine Vorhalle führt.

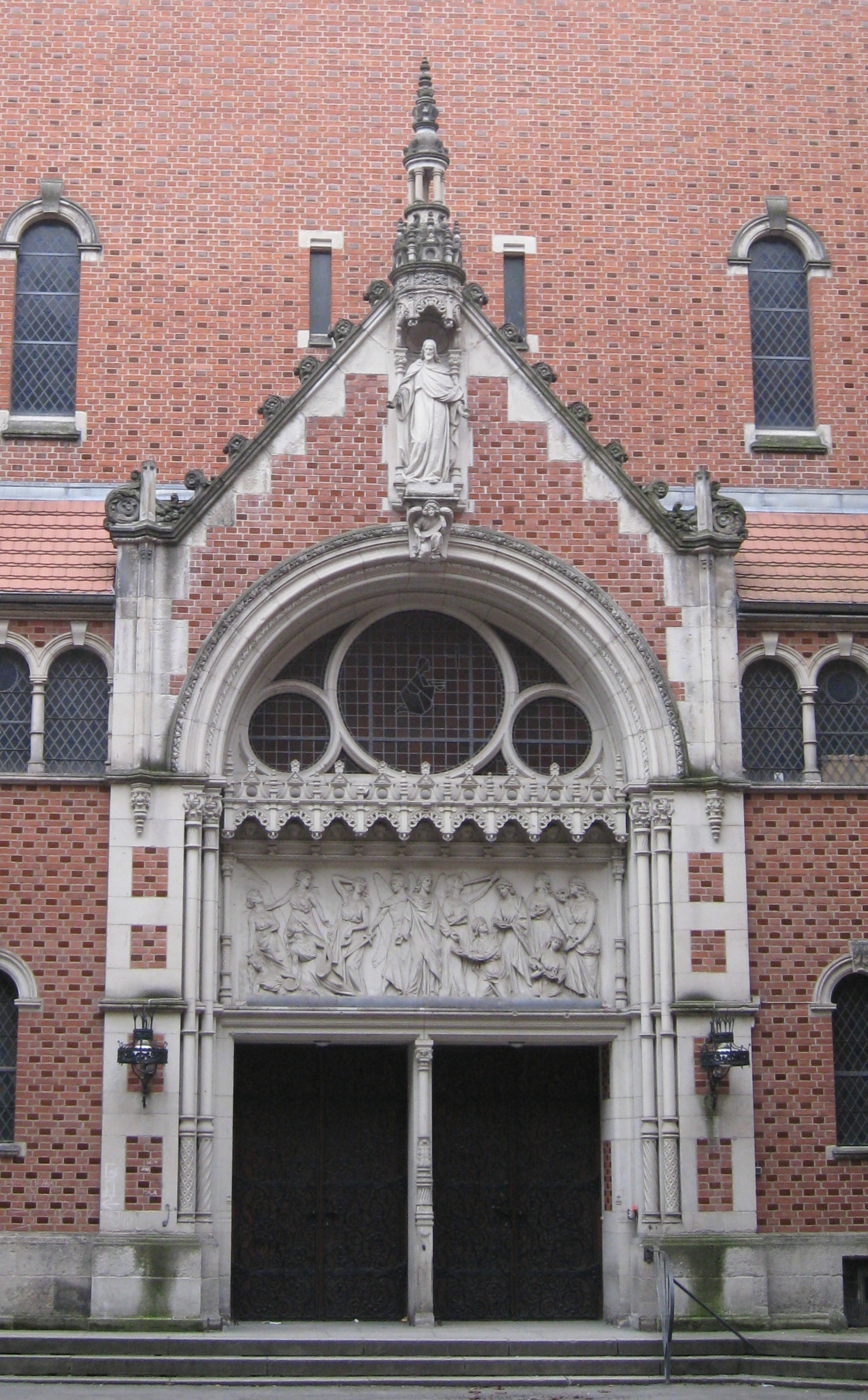
Hauptportal der Marthakirche

Über dem Hauptportal befindet sich ein Sandsteingesims mit neun Engelköpfchen. Darüber erhebt sich, von einem Sockel getragen und einem Baldachin gekrönt, eine vom Bildhauer H. Giesecke geschaffene Christusfigur. Die Reliefs in Kalkstucktechnik unterhalb des Gesimses sowie über den anderen Portalen stammen vom Bildhauer Friedrich Pfannschmidt, das Kreuz auf der Hauptfront ebenfalls von Giesecke.